# Gottfried Reimer
Hermann Arthur Gottfried Reimer (* 18. Februar 1911 in Döbeln; † 1987 ebenda) war ein deutscher Kunsthistoriker und während des Zweiten Weltkriegs am Sonderauftrag Linz maßgeblich beteiligt.

## Tätigkeit bis 1945
Nach dem Philosophie- und Geschichtsstudium in Dresden und Würzburg wurde er 1935 promoviert. Ab 1939 arbeitete Gottfried Reimer als wissenschaftlicher Assistent unter Hans Posse, dem Direktor der Gemäldegalerie Dresden und „Sonderbeauftragten des Führers“ Adolf Hitler für das Museum in Linz. Am 1. Juni 1941 wurde Gottfried Reimer Referent des Linzer Projektes und bezog seinen Amtssitz auf Schloss Weesenstein bei Dresden. Nach Posses Tod 1942 übernahm Hermann Voss dessen Nachfolge als „Sonderbeauftragter des Führers“. Reimer behielt seine Funktion und war verantwortlich für die Auswahl, den Ankauf und die Erfassung von Kunstwerken für das Führermuseum. Ab 1943 leitete Reimer die Evakuierung und Einlagerung der Kunstschätze im Salzbergwerk von Altaussee.

## Tätigkeit nach 1945
Bereits vor Kriegsende kehrte Reimer von Altaussee zuerst nach Dresden, später nach Döbeln zurück. Ende 1945 wurde er von der Landesverwaltung Sachsen beauftragt, Schlösser und Rittergüter des Landratsbezirkes Döbeln nach verborgenen Kunst- und Kulturschätzen zu durchsuchen. Im Februar 1946 stellten ihn die Staatlichen Sammlungen für Kunst und Wissenschaft in Dresden als wissenschaftlichen Hilfsarbeiter ein und übertrugen ihm die Betreuung des Sächsischen Kupferstichkabinetts. Von der Sowjetischen Militäradministration verhaftet, gelang es Reimer, seine Rolle im Sonderprojekt Linz zu verschleiern. Nach seiner Freilassung kehrte er nach Döbeln zurück und arbeitete als Denkmalpfleger im Kreis Döbeln. Bis Mitte der 1970er Jahre übte er diesen Beruf aus, danach beschäftigte er sich freiberuflich als Kunstexperte und erstellte Expertisen.
Um 1980 geriet Reimer in den Fokus der Staatssicherheit. Das Ministerium für Staatssicherheit untersuchte den Verbleib des Bernsteinzimmers.
Reimer starb, ohne sein eventuelles Wissen preiszugeben.

## Werke
- Die Verwendung des Wassers in der Gartenkunst vom Mittelalter bis zur Gegenwart in Deutschland. J. Thomm, Bad Mergentheim 1935  (Dissertation: Julius-Maximilians-Universität zu Würzburg, 1934).